# Szymonowa
Szymonowa (dawniej niem.  Simon-Koppel  -  wzniesienie ze szczytem na wysokości 728 m n.p.m. w południowo-zachodniej Polsce, w Sudetach Wschodnich, w Masywie Śnieżnika.

## Położenie
Wzniesienie położone, w Sudetach Wschodnich, w południowo-zachodniej części Masywu Śnieżnika, na terenie Śnieżnickiego Parku Krajobrazowego, na  południowo-zachodnim rozrogu Śnieżnika, między wsiami Szklarnia, po południowo-zachodniej stronie, a Jodłów po północno-wschodniej stronie, około 4,1 km na wschód od centrum miejscowości Międzylesie.

## Geografia i geologia
Kopulaste wzniesienie, zbudowane z gnejsów śnieżnickich, należących do metamorfiku Lądka i Śnieżnika, o stromo opadających zboczach: południowym, zachodnim i wschodnim z wyraźnie zaznaczonym wierzchołkiem. Ma postać odosobnionej kulminacji w kształcie wydłużonego południkowo krótkiego wału, wydzielonego od zachodniej strony Wysoczyzną Miedzyleską, a od wschodu wciętą w Masyw Śnieżnika od strony południowej międzygórską doliną. Wznosi się pomiędzy dolinami potoków Szklarka i Bielica, w końcowej części grzbietu, który na wysokości Małego Śnieżnika odchodzi lekko na zachód, od głównego południowo-zachodniego grzbietu Śnieżnika. Wzniesienie od strony południowej od Urwistej oddzielone jest wyraźną doliną potoku Szklarka. Charakterystyczny kształt góry i położenie na południowo-zachodnim skraju Masywu Śnieżnika, której zachodnie zbocze stromo opada w kierunku Wysoczyzny Miedzyleskiej, czyni górę rozpoznawalną w terenie. Szczyt i zbocza powyżej poziomu 500 m n.p.m. w całości pokryte gęstym lasem świerkowym regla dolnego z domieszką drzew liściastych, zbocze wschodnie i zachodnie poniżej dolnej granicy lasu zajmują górskie łąki i nieużytki.

## Szlaki turystyczne
Poniżej szczytu, południowym zboczem przechodzi  europejski długodystansowy szlak pieszy E3 – prowadzący z Międzylesia na Halę pod Śnieżnikiem i dalej.